# Aphelenchoides
Aphelenchoides is een rondwormengeslacht uit de familie van de Aphelenchoididae. Veel soorten leven van schimmels. Tot dit geslacht behoren ook de parasitaire bladaaltjes, die vooral voorkomen in bladeren, bloemknoppen, bladknoppen en groeipunten. In Nederland komen in de vollegrond het chrysantenbladaaltje (Aphelenchoides ritzemabosi) en het aardbeibladaaltje (Aphelenchoides fragariae) vooral voor. De bladeren kleuren tussen de grotere nerven geel of bronsachtig, die later bruin of zwart worden.
Bij het identificeren van de verschillende Aphelenchoides-soorten kan ribosomaal DNA worden gebruikt.

## Omschrijving
Bladaaltjes worden tussen 0,5 en 1,2 mm lang en zijn zeer dun. Alle soorten van het geslacht hebben een grote metacorpus. Achterliggende kwabben uit klierweefsel bedekken achterzijdig de darmstreek. De stilet (een primitief mondwerktuig) is smal en voorzien van kleine noppen. De achterliggende klieren openen zich kort voor het samentrekkende orgaan in het lumen van de slokdarm. De klieren aan de buikzijde openen zich achter het samentrekkende orgaan in het lumen van de slokdarm. De achterkant is bij enkele soorten van het geslacht stekelvormig.
Bladaaltjes leven endoparasitair in loofbladeren van planten, maar kunnen zich bij enkele planten ook ectoparasitair voeden met bladeren en bloemknoppen. Veel soorten van het geslacht voeden zich ook met schimmels. Deze soorten zijn meestal verspreid in de bodem en in de benthos in wateren. Deze hebben in het algemeen kortere stiletten (kleiner dan 8 micrometer) dan de soorten, die zich voeden met planten.
Water speelt een cruciale rol in de beweging en verspreiding van bladaaltjes. Dauw, regenval of bovengrondse irrigatie zorgen voor vocht voor de waterfilms waarin de bladaaltjes zich naar de bladeren bewegen.
Aphelenchoides-soorten dringen het bladweefsel binnen door de huidmondjes of met hun stilet. Bladaaltjes worden aangetrokken door het koolstofdioxide, dat 's nachts via de stomata uit het blad komt. 's Nachts kan er ook een laagje dauw op het oppervlak van de bladeren komen, waardoor de bladaaltjes naar huidmondjes kunnen migreren. Nadat de volwassenen en L4-larven via de huidmondjes het blad binnen zijn gegaan, vindt voeding en voortplanting plaats in het bladweefsel. De bladaaltjes voeden zich in het mesofyl en de epidermis van het blad en met aangrenzende cellen door deze te doorboren met hun stilet. Eieren worden gelegd in gezonde, groene delen van de bladweefsels. De bladaaltjes kunnen zich ook via de buitenkant van het blad, stengels, knoppen en bloemen voeden.
Volwassenen en L4-larven kunnen overwinteren in een anhydrobiotische (bijna volledig uitgedroogde) toestand in gedroogd plantenweefsel en kunnen zo enkele maanden tot drie jaar overleven. De volwassenen en L4-larven  overwinteren in gedroogde bladeren en slapende knoppen, maar niet in plantenwortels. De aaltjes overleven waarschijnlijk beter in een slapende toestand wanneer de onbegroeide grond droog is en slechter in vochtige grond, vooral slechter bij vochtniveaus met een veldcapaciteit van 30% en hoger.

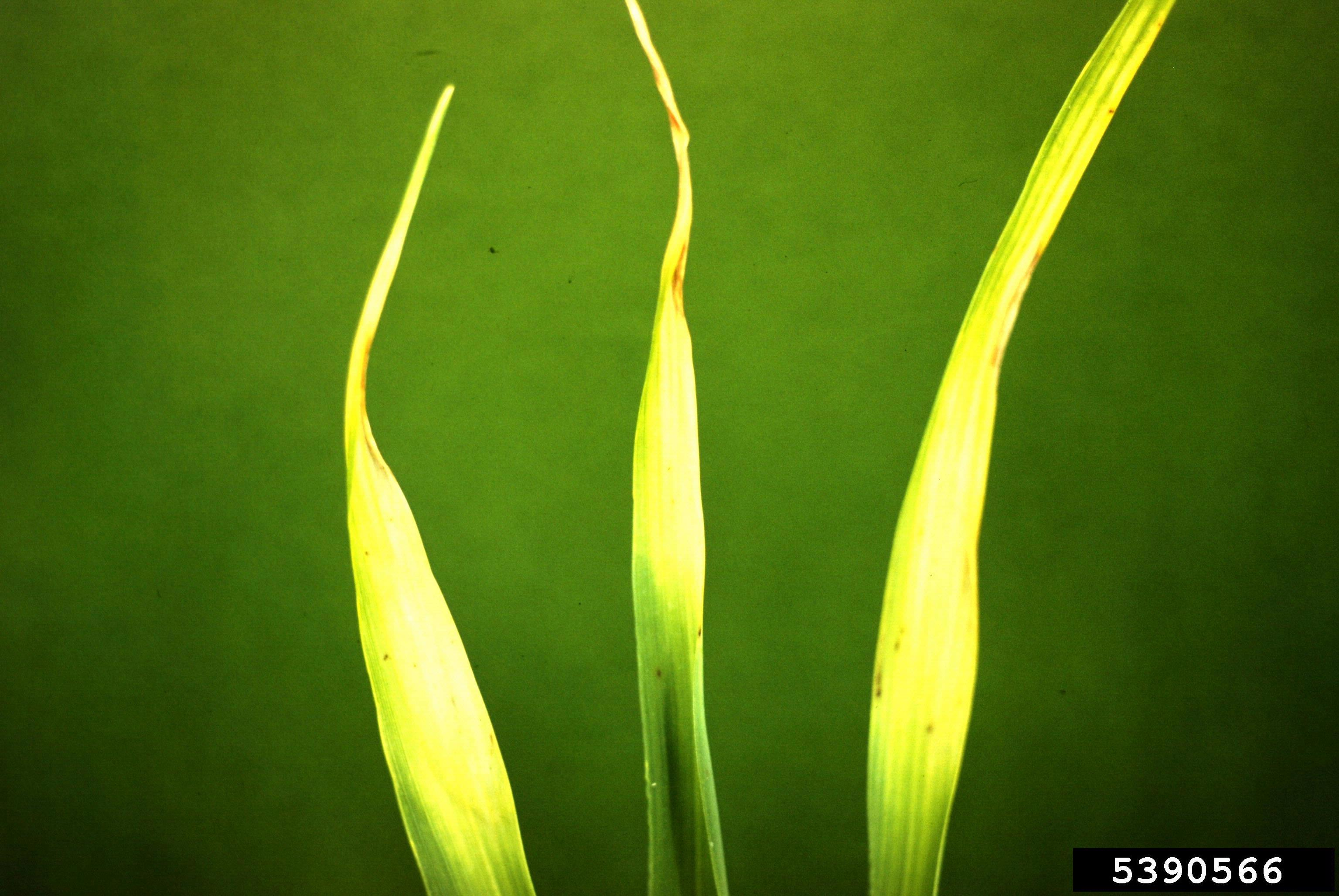
Aphelenchoides besseyi
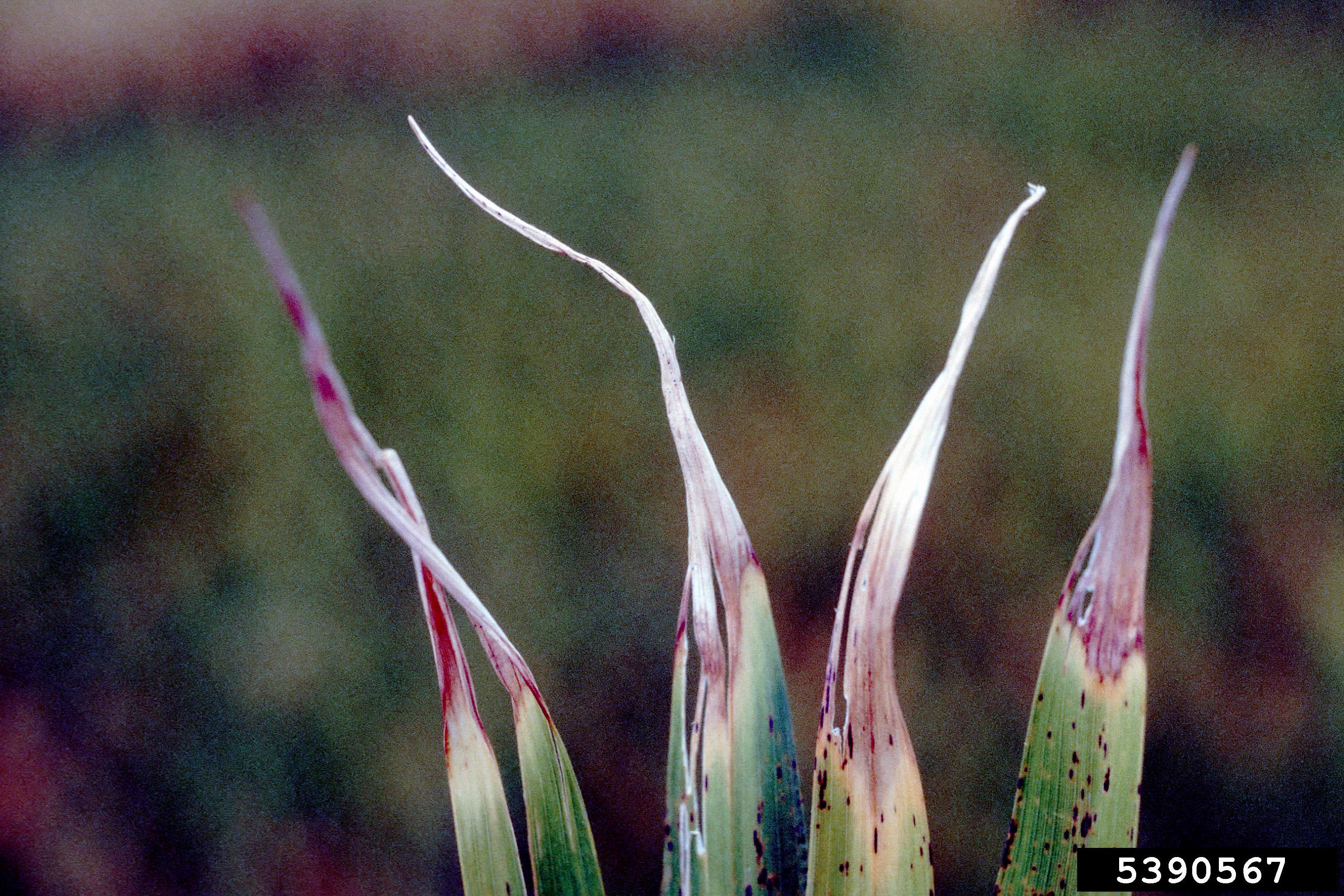
Aphelenchoides besseyi
- Aphelenchoides voedt zich in de synnemata van een schimmel

## Soorten
- Aphelenchoides baguei Maslen, 1979
- Aphelenchoides besseyi Christie, 1942
- Aphelenchoides bicaudatus (Imamura, 1931) Filipjev & Schuurmans Stekhoven, 1941
- Aphelenchoides citri Andrássy, 1957
- Aphelenchoides clarus Thorne & Malek, 1968
- Aphelenchoides confusus Thorne & Malek, 1968
- Aphelenchoides dactylocercus Hooper, 1958
- Aphelenchoides elongatus Schuurmans Stekhoven, 1951
- Aphelenchoides fragariae (Ritzema-Bos, 1890) Christie, 1932
- Aphelenchoides gynotylurus Timm, 1969
- Aphelenchoides helicosoma Maslen, 1979
- Aphelenchoides heterophallus Steiner, 1934
- Aphelenchoides jodhpurensis Tikyani, 1969
- Aphelenchoides limberi Steiner, 1936
- Aphelenchoides marinus Timm, 1969
- Aphelenchoides nonveilleri Andrássy, 1959
- Aphelenchoides obtusus Thorne & Malek, 1968
- Aphelenchoides parietinus (Bastian, l865) Steiner, 1932
- Aphelenchoides ritzemabosi Schwartz, 1911
- Aphelenchoides sacchari Hooper, 1958
- Aphelenchoides subtenuis Cobb, 1926
- Aphelenchoides vaughani Maslen, 1979
- Aphelenchoides vigor Thorne & Malek, 1968